# Liste der Biografien/Cox
Liste der Biografien |
Portal Biografien |
Personensuche
# |
A |
B |
C |
D |
E |
F |
G |
H |
I |
J |
K |
L |
M |
N |
O |
P |
Q |
R |
S |
T |
U |
V |
W |
X |
Y |
Z |
?
 
Ca |
Cb |
Cc |
Ce |
Ch |
Ci |
Cj |
Ck |
Cl |
Cm |
Cn |
Co |
Cr |
Cs |
Ct |
Cu |
Cv |
Cw |
Cy |
Cz
 
Coa–Cod |
Coe–Cok |
Col |
Com |
Con |
Coo–Coq |
Cor |
Cos |
Cot |
Cou |
Cov |
Cow |
Cox |
Coy |
Coz
Die Liste der Biografien führt alle Personen auf, die in der deutschsprachigen Wikipedia einen Artikel haben. Dieses ist eine Teilliste mit 186 Einträgen von Personen, deren Namen mit den Buchstaben „Cox“ beginnt.

## Cox
- Cox Anthony, Barbara (1922–2007), US-amerikanische Verlegerin, Firmenbesitzerin und Milliardärin
- Cox Huneeus, Francisco José (1933–2020), chilenischer Geistlicher und römisch-katholischer Erzbischof von La Serena
- Cox, Adrian (* 1983), britischer Jazzmusiker (Klarinette, auch Saxophon)
- Cox, Alan (* 1968), britischer Programmierer, Linux-EntwicklerAlan Cox (* 1968)

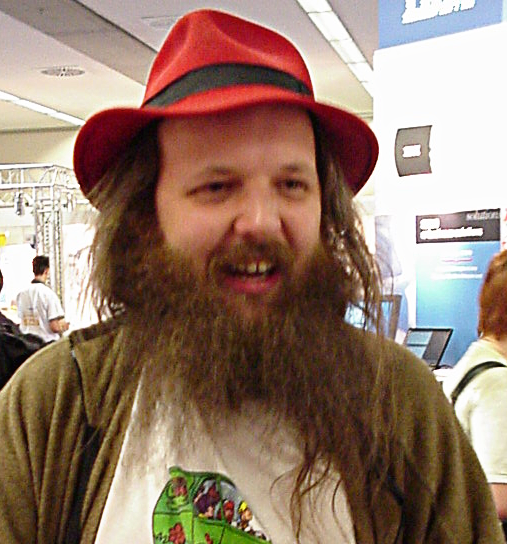
Alan Cox (* 1968)

- Cox, Alaqua (* 1997), US-amerikanische Schauspielerin
- Cox, Alex (* 1954), britischer Filmregisseur, Drehbuchautor, Autor und Schauspieler
- Cox, Alison (* 1979), US-amerikanische Ruderin
- Cox, Allan V. (1926–1987), US-amerikanischer Geophysiker
- Cox, Alphonse (1902–1976), belgischer Jazzmusiker
- Cox, André (* 1954), 20. General der Heilsarmee
- Cox, Andrew (* 1990), neuseeländischer Eishockeyspieler
- Cox, Anthony (* 1954), US-amerikanischer Jazzbassist
- Cox, Anthony (* 2000), jamaikanischer Sprinter
- Cox, Archibald (1912–2004), US-amerikanischer Jurist, Sonderermittler in der Watergate-Affäre
- Cox, Arthur (* 1939), englischer Fußballtrainer
- Cox, Billy (* 1941), US-amerikanischer Bassist
- Cox, Brad (1944–2021), US-amerikanischer Informatiker
- Cox, Brenda (1944–2015), australische Sprinterin
- Cox, Brian (* 1946), schottischer SchauspielerBrian Cox (* 1946)

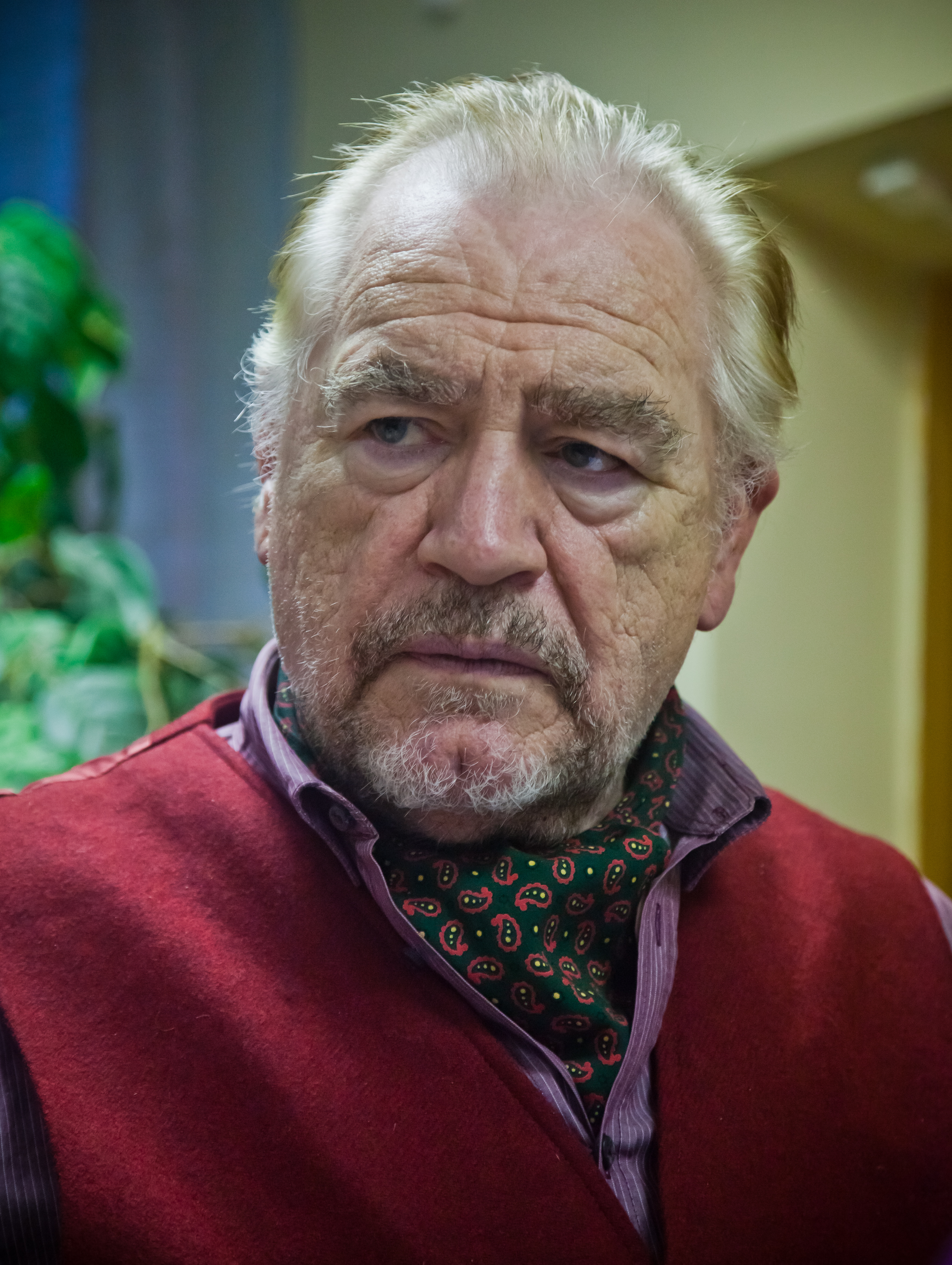
Brian Cox (* 1946)

- Cox, Brian (* 1968), britischer Experimentalphysiker
- Cox, Britteny (* 1994), australische Freestyle-Skisportlerin
- Cox, Bronwyn (* 1997), australische Ruderin
- Cox, C. Jay (* 1962), US-amerikanischer Filmregisseur, Schauspieler und Autor
- Cox, Carl (* 1962), britischer Techno-DJ und Musiker
- Cox, Carla (* 1984), tschechische Pornodarstellerin
- Cox, Carmiesha (* 1995), bahamaische Sprinterin
- Cox, Caroline, Baroness Cox (* 1937), britische Politikerin und Life Peeress
- Cox, Channing H. (1879–1968), US-amerikanischer Politiker
- Cox, Charles (1848–1936), britischer römisch-katholischer Ordensgeistlicher und Apostolischer Vikar von Transvaal
- Cox, Charlie (* 1982), britischer Filmschauspieler
- Cox, Christina (* 1971), kanadische Schauspielerin
- Cox, Christopher (1899–1982), britischer Kolonialbeamter
- Cox, Christopher (* 1952), US-amerikanischer Politiker
- Cox, Christopher Barry (* 1931), britischer Zoologe, Paläontologe und Sachbuchautor
- Cox, Christopher C. (1816–1882), US-amerikanischer Politiker
- Cox, Claire (* 1975), britische Schauspielerin
- Cox, Courteney (* 1964), US-amerikanische SchauspielerinCourteney Cox (* 1964)

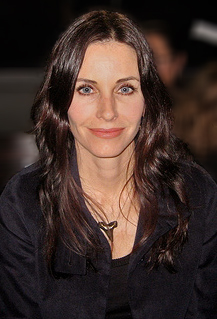
Courteney Cox (* 1964)

- Cox, Crystal (* 1979), US-amerikanische Leichtathletin
- Cox, Daniel (* 1990), britischer Tennisspieler
- Cox, David (1783–1859), englischer Grafiker und Maler
- Cox, David (1924–2022), britischer Statistiker
- Cox, David A. (* 1948), US-amerikanischer Mathematiker
- Cox, Dean (* 1987), englischer Fußballspieler
- Cox, Deborah (* 1974), kanadische Sängerin
- Cox, Donald C. (* 1937), US-amerikanischer Elektroingenieur
- Cox, Edward E. (1880–1952), US-amerikanischer Politiker
- Cox, Edward G. (1876–1963), US-amerikanischer Linguist und Segler
- Cox, Edward Travers (1821–1907), US-amerikanischer Geologe
- Cox, Elbert Frank (1895–1969), amerikanischer Mathematiker und Hochschullehrer
- Cox, Eleanor (* 1986), englische Badmintonspielerin
- Cox, Emily (* 1985), britisch-irische Schauspielerin
- Cox, Ernest (1883–1959), englischer Ingenieur und Unternehmer
- Cox, Fletcher (* 1990), US-amerikanischer American-Football-Spieler
- Cox, Freddie (1920–1973), englischer Fußballspieler und -trainer
- Cox, Garstin (1892–1933), britischer Landschafts- und Küstenmaler
- Cox, Gary W. (* 1955), US-amerikanischer Politikwissenschaftler
- Cox, Geoffrey (* 1960), britischer Politiker (Conservative Party), Mitglied des House of Commons, Generalstaatsanwalt
- Cox, George William (1827–1902), britischer Historiker
- Cox, Gertrude Baby (1907–1966), amerikanische Variete-Künstlerin und Jazzsängerin
- Cox, Gertrude Mary (1900–1978), US-amerikanische Statistikerin
- Cox, Grace Victoria (* 1995), US-amerikanische Filmschauspielerin
- Cox, Guillermo, peruanischer Badmintonspieler
- Cox, Harry (1923–2009), belgischer Pianist und Komponist
- Cox, Harvey (* 1929), US-amerikanischer baptistischer Theologe, Hochschullehrer und Autor
- Cox, Heinrich Leonard (1935–2016), niederländischer Volkskundler
- Cox, Helmut (* 1938), deutscher Wirtschaftswissenschaftler und Professor für Volkswirtschaftslehre an der Universität Duisburg-Essen
- Cox, Herald (1907–1986), amerikanischer Mikrobiologe
- Cox, Ian (* 1971), Fußballspieler aus Trinidad und Tobago
- Cox, Ida (1896–1967), US-amerikanische Blues- und Jazzsängerin
- Cox, Isaac N. (1846–1916), US-amerikanischer Politiker
- Cox, Jack (1877–1955), englischer Fußballspieler und -trainer
- Cox, Jack (1890–1960), britischer Kameramann
- Cox, Jacob Dolson (1828–1900), US-amerikanischer Innenminister und Gouverneur von Ohio
- Cox, James († 1800), englischer Uhrmacher
- Cox, James (1753–1810), US-amerikanischer Politiker
- Cox, James (* 1975), US-amerikanischer Regisseur
- Cox, James M. (1870–1957), US-amerikanischer PolitikerJames M. Cox (1870–1957)
- Cox, Jamie (* 1986), britischer Boxer

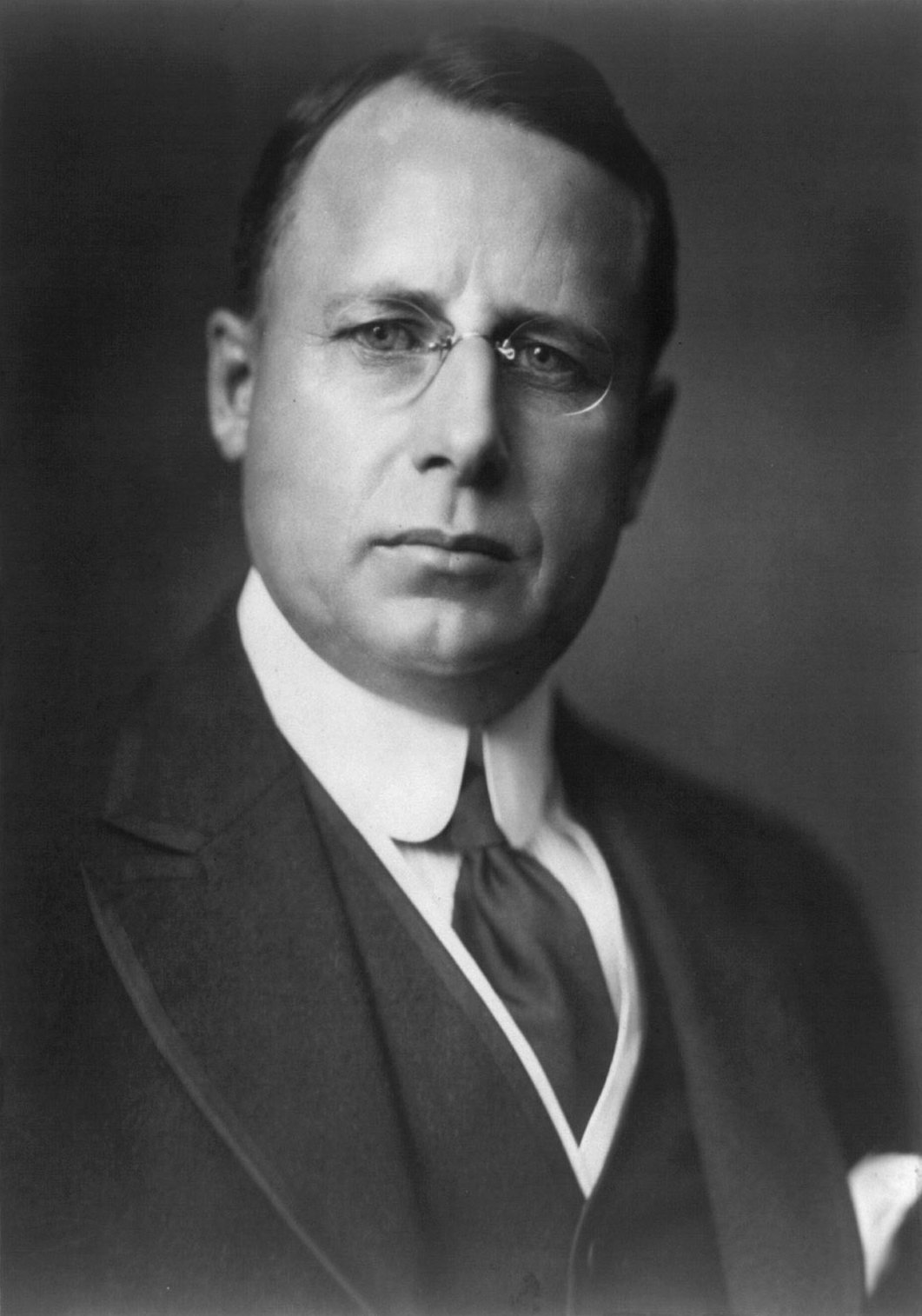
James M. Cox (1870–1957)

- Cox, Jan (1919–1980), niederländisch-belgischer Maler
- Cox, J’den (* 1995), US-amerikanischer Ringer
- Cox, Jean (1922–2012), US-amerikanisch-deutscher Opernsänger (Tenor)
- Cox, Jennifer Elise (* 1969), US-amerikanische Schauspielerin
- Cox, Jimmy (1882–1925), amerikanischer Varieté-Künstler und Songwriter
- Cox, Jo (1974–2016), britische Politikerin
- Cox, Joel (* 1942), US-amerikanischer Filmeditor
- Cox, John (1886–1918), britischer Ringer
- Cox, John (1908–1972), britischer Tontechniker
- Cox, John (* 1959), australischer Spezialeffektkünstler
- Cox, John Edmund (1812–1890), britischer Schriftsteller und Geistlicher
- Cox, John H. (* 1955), amerikanischer Politiker der Republikanischen Partei
- Cox, John I. (1855–1946), US-amerikanischer Politiker
- Cox, John W. (* 1947), US-amerikanischer Politiker
- Cox, Jordan (* 1992), US-amerikanischer Tennisspieler
- Cox, Joseph Mason (1763–1818), englischer Psychiater
- Cox, Joshua (* 1965), US-amerikanischer Schauspieler
- Cox, Julie (* 1973), britische Schauspielerin
- Cox, Justin (* 1981), kanadischer Eishockeyspieler
- Cox, Kadeena (* 1991), britische Sportlerin
- Cox, Kenn (1940–2008), US-amerikanischer Jazzmusiker, Hochschullehrer und Komponist
- Cox, Kenyon (1856–1919), amerikanischer Maler und Schriftsteller
- Cox, Lara (* 1978), australische Schauspielerin
- Cox, Laura (* 1990), französische Gitarristin, Songwriterin/Komponistin und Sängerin
- Cox, Laverne (* 1972), US-amerikanische SchauspielerinLaverne Cox (* 1972)

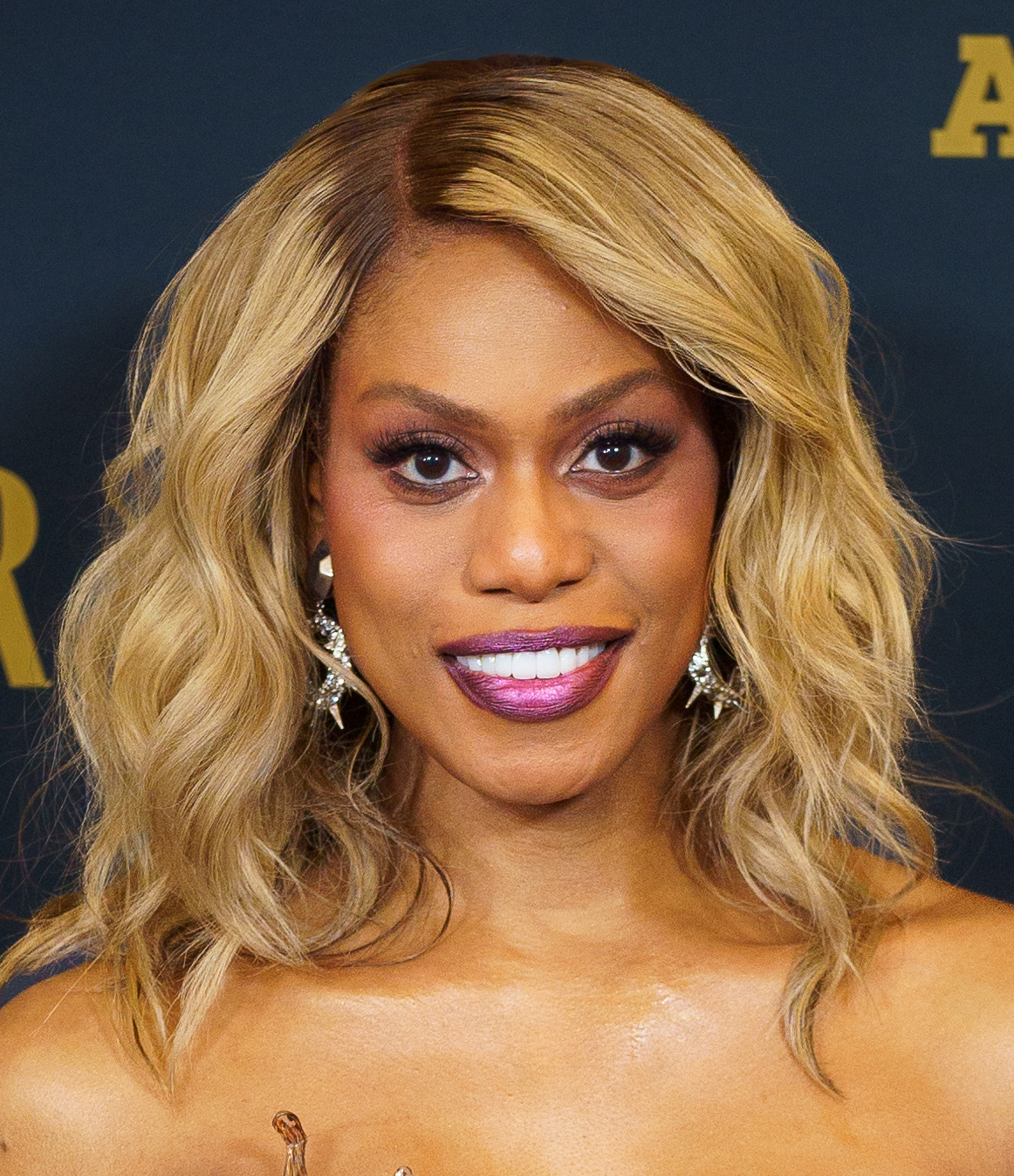
Laverne Cox (* 1972)

- Cox, Leander (1812–1865), US-amerikanischer Politiker
- Cox, Leslie Reginald (1897–1965), englischer Malakologe und Paläontologe
- Cox, Lionel (1930–2010), australischer Radrennfahrer
- Cox, Lionel (* 1981), belgischer Sportschütze
- Cox, Louise (* 1939), australische Architektin
- Cox, Lynne (* 1957), US-amerikanische Langstreckenschwimmerin und Buchautorin
- Cox, Mark (* 1943), britischer Tennisspieler
- Cox, Marta (* 1997), panamaische Fußballspielerin
- Cox, Mekia (* 1981), US-amerikanische Schauspielerin und TänzerinMekia Cox (* 1981)

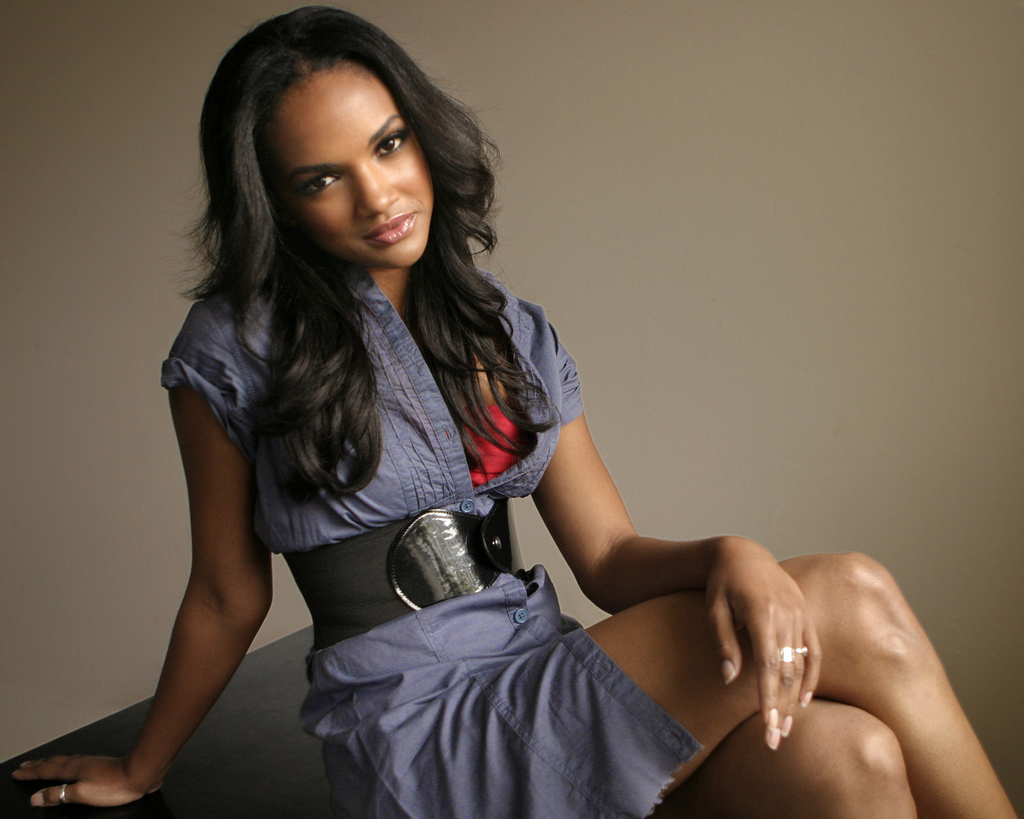
Mekia Cox (* 1981)

- Cox, Michele (* 1968), neuseeländische Fußballspielerin
- Cox, Michelle (* 1991), australische Softballspielerin
- Cox, Morgan (* 1986), US-amerikanischer American-Football-Spieler
- Cox, Mr. (1932–2012), deutscher Zauberkünstler
- Cox, Neil (* 1971), englischer Fußballspieler und -trainer
- Cox, Nicholas N. (1837–1912), US-amerikanischer Politiker
- Cox, Nigel (1951–2006), neuseeländischer Autor und Museumsleiter
- Cox, Nikki (* 1978), US-amerikanische Schauspielerin
- Cox, Norm (* 1951), US-amerikanischer Interaktionsdesigner
- Cox, Oliver Cromwell (1901–1974), amerikanischer Soziologe
- Cox, Palmer (1840–1924), kanadischer Kinderbuchautor und Illustrator
- Cox, Pat (* 1952), irischer Politiker, Präsident des Europäischen Parlaments und irischer MdEP
- Cox, Patrick (* 1960), deutsch-amerikanischer Musiker
- Cox, Paula (* 1964), bermudische Politikerin
- Cox, Percy Zachariah (1864–1937), britischer Befehlshaber und Diplomat des Britischen Mandatgebietes im Irak
- Cox, Peter (* 1955), englischer Sänger, Komponist und Musiker
- Cox, Richard († 1581), englischer Geistlicher
- Cox, Richard († 1845), britischer Brauer und Gärtner
- Cox, Richard (* 1948), US-amerikanischer Schauspieler
- Cox, Richard Ian (* 1973), kanadischer Schauspieler
- Cox, Robert (1845–1899), britischer Politiker
- Cox, Robert W. (1926–2018), kanadischer Politikwissenschaftler
- Cox, Ronny (* 1938), US-amerikanischer Schauspieler und SängerRonny Cox (* 1938)

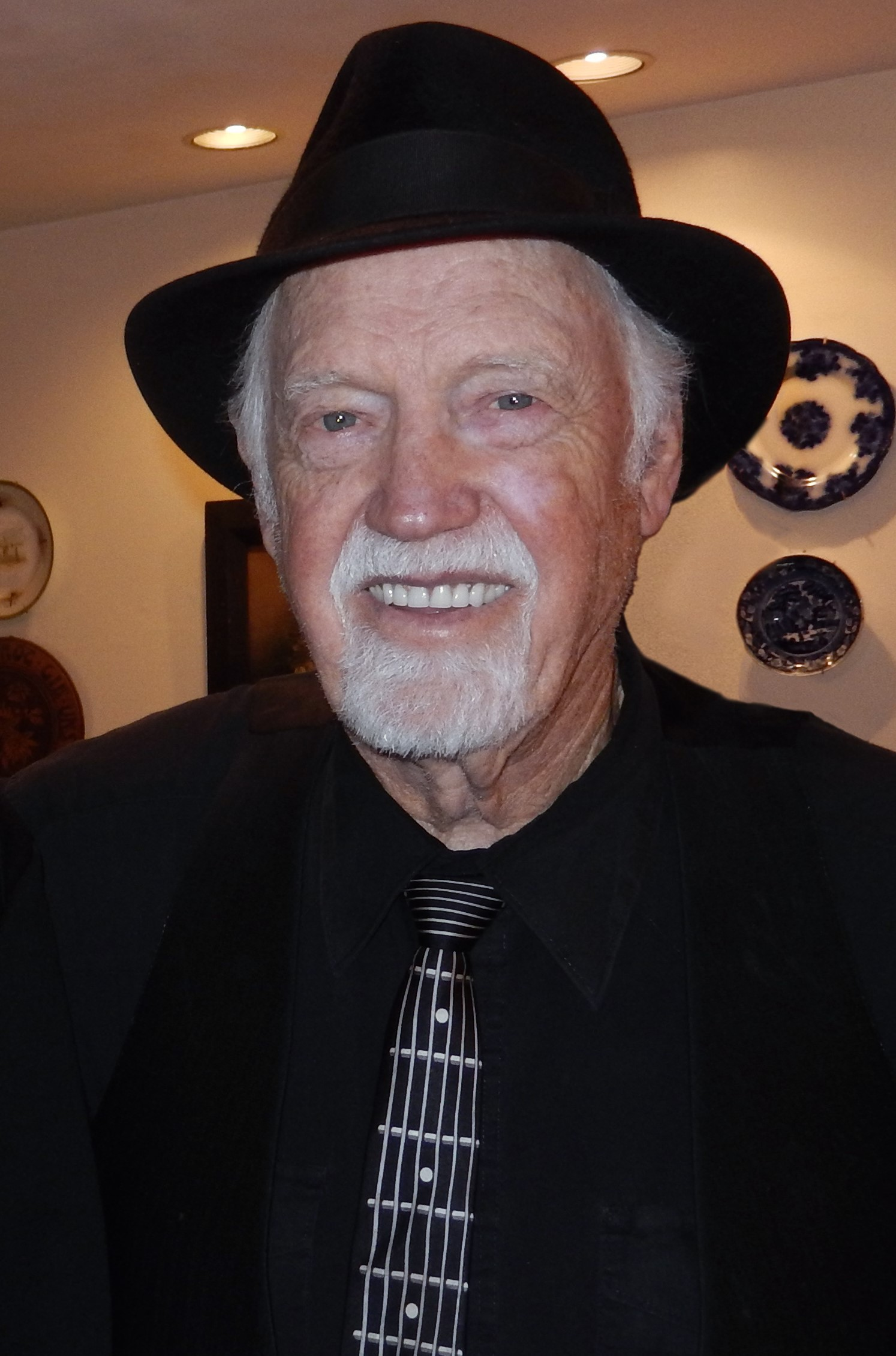
Ronny Cox (* 1938)

- Cox, Ross (1793–1853), irischer Pelzhändler und Autor
- Cox, Roxbee, Baron Kings Norton (1902–1997), britischer Luftfahrtingenieur, Universitätspräsident und Politiker
- Cox, Roy (1945–2019), britischer Radsportler
- Cox, Ryan (1979–2007), südafrikanischer Radrennfahrer
- Cox, Samuel D. (* 1961), US-amerikanischer Offizier, Generalleutnant der US Air Force
- Cox, Samuel S. (1824–1889), US-amerikanischer Jurist und Politiker
- Cox, Sara (* 1974), britische Autorin und Radiomoderatorin
- Cox, Serenity (* 1984), kanadische Pornodarstellerin und Content-ErstellerinSerenity Cox (* 1984)

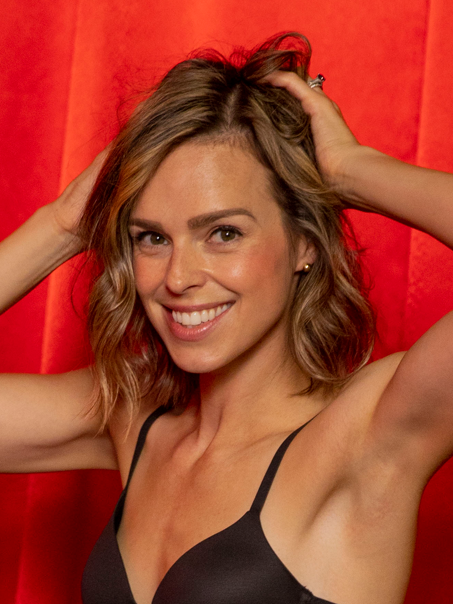
Serenity Cox (* 1984)

- Cox, Shana (* 1985), britisch-US-amerikanische Sprinterin
- Cox, Simon (* 1987), irisch-englischer Fußballspieler
- Cox, Sonia (1936–2001), neuseeländische Badmintonspielerin
- Cox, Spencer (* 1975), US-amerikanischer Politiker
- Cox, Stan (1918–2012), britischer Langstreckenläufer
- Cox, Stella (* 1990), italienische Pornodarstellerin
- Cox, Stephanie (* 1986), US-amerikanische Fußballnationalspielerin
- Cox, Stephanie (* 1989), österreichische Unternehmerin und Politikerin
- Cox, Stephen (* 1956), neuseeländischer Radrennfahrer
- Cox, Steve (* 1967), Schweizer Gleitschirmpilot
- Cox, Terry (* 1937), britischer Folkjazzmusiker
- Cox, Tim, Filmregisseur, Fernsehregisseur und Drehbuchautor
- Cox, TJ (* 1963), US-amerikanischer Politiker
- Cox, Tony (* 1958), US-amerikanischer Schauspieler
- Cox, Veanne (* 1963), US-amerikanische Schauspielerin und ehemalige Balletttänzerin
- Cox, Vivian (1915–2009), britischer Filmproduzent
- Cox, Wally (1924–1973), US-amerikanischer Schauspieler
- Cox, Walter, US-amerikanischer Schauspieler und Filmproduzent
- Cox, Willem Frans († 1753), Priester im Deutschen Orden
- Cox, William (1764–1837), Soldat und australischer Pionier
- Cox, William (1904–1996), US-amerikanischer Mittel- und Langstreckenläufer
- Cox, William (* 1936), australischer Jurist und Richter, Gouverneur von Tasmanien
- Cox, William E. (1861–1942), US-amerikanischer Politiker
- Cox, William Hopkinson (1856–1950), US-amerikanischer Politiker
- Cox, William Morton (1880–1970), US-amerikanischer Lokführer und Politiker (Demokratische Partei)
- Cox, William Ruffin (1832–1919), General der Konföderierten im Amerikanischen Bürgerkrieg, Politiker und Kongressmitglied

### Coxc
- Coxcie, Michiel (1499–1592), flämischer Maler

### Coxe
- Coxe, Craig (* 1964), US-amerikanischer Eishockeyspieler
- Coxe, George Harmon (1901–1984), US-amerikanischer Schriftsteller
- Coxe, Henry Octavius (1811–1881), britischer Bibliothekar und Gelehrter
- Coxe, John Redman (1773–1864), US-amerikanischer Chemiker
- Coxe, Tench (1755–1824), US-amerikanischer Politiker
- Coxe, William (1748–1828), englischer Reiseschriftsteller und Historiker
- Coxe, William junior (1762–1831), US-amerikanischer Politiker
- Coxeter, Harold Scott MacDonald (1907–2003), britisch-kanadischer Mathematiker

### Coxh
- Coxhill, Lol (1932–2012), britischer Jazz- und Improvisationsmusiker

### Coxo
- Coxon, Allan (1909–2001), britischer Klassischer Philologe
- Coxon, Graham (* 1969), britischer Rockgitarrist, Musiker und MalerGraham Coxon (* 1969)

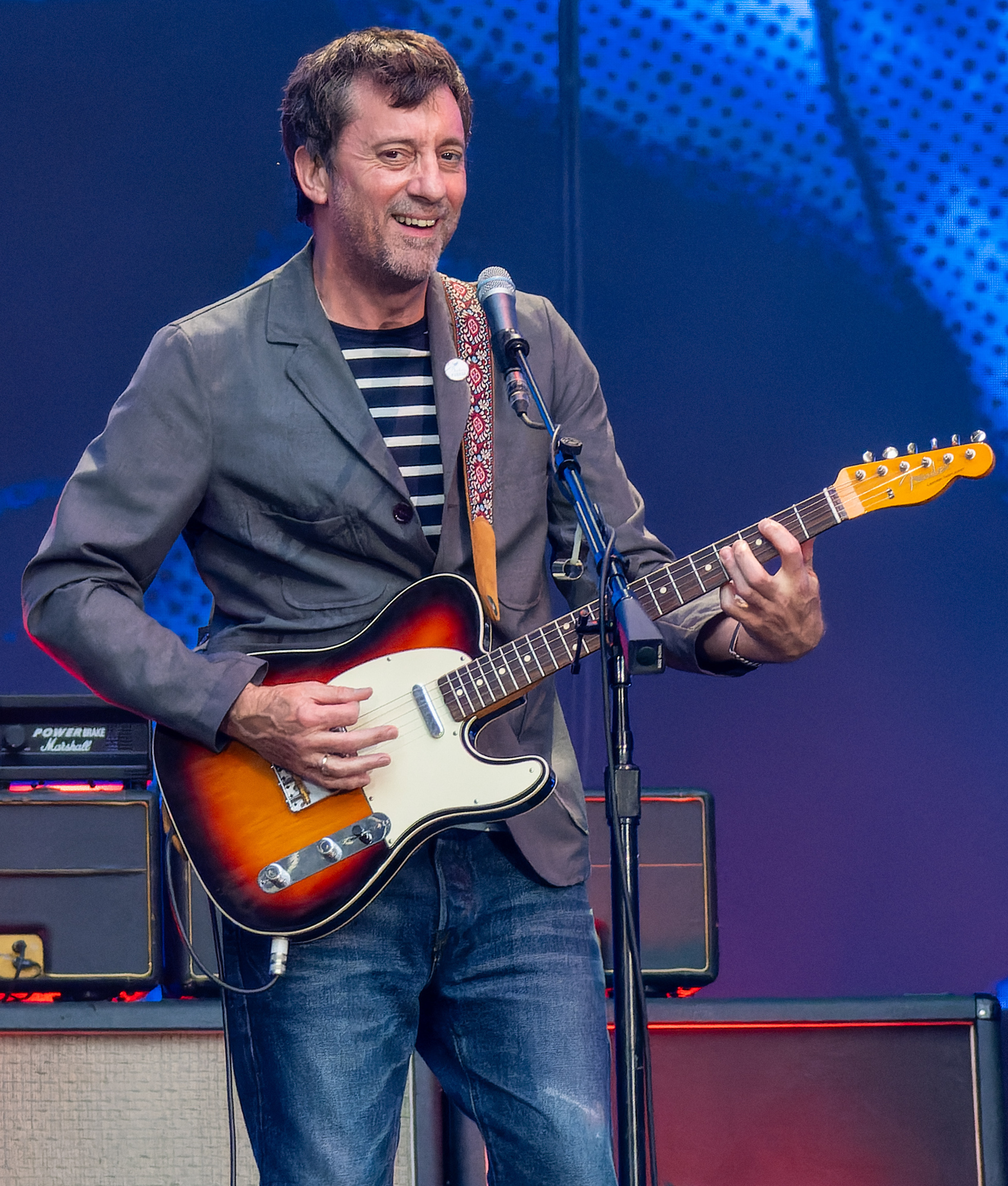
Graham Coxon (* 1969)

- Coxon, Leah (* 1982), britische Biathletin

### Coxs
- Coxsey, Shauna (* 1993), britische Sportkletterin

### Coxw
- Coxwell, Charles Fillingham (1856–1940), Übersetzer und Folklorist
- Coxwell, Henry Tracey (1819–1900), britischer Luftschiffer, Gründer des Aerostatic Magazine

### Coxx
- Coxx, Sindee (* 1970), US-amerikanische Pornodarstellerin